# Coppa Italia 2002 (pallacanestro femminile)
La Coppa Italia 2002 (chiamata anche Memorial Filippo Marchegiani) è stata la 17ª edizione del trofeo riservato alle società del campionato italiano di Serie A1 di pallacanestro femminile. Si è disputata tra il 9 ottobre 2001 e il 4 aprile 2002. Alla competizione vi hanno preso parte tutte le squadre del campionato tranne le siciliane (Rescifina Messina, Trogylos Priolo e Libertas Termini Imerese). In una prima fase le squadre sono state suddivise in 4 gironi; le vincenti si sono qualificate per le final four.
Ha vinto per il secondo anno consecutivo il Meverin Parma, al suo terzo titolo, battendo nella finale per 69 a 62 la Famila Schio.

## Risultati

### Primo turno
Le partite si sono giocate in tre giornate, tra il 9 e il 17 ottobre 2001.

#### Girone A
Gare disputate a Mestre, Schio e Rovereto.
| Squadra 1        | Risultato | Squadra 2        |
| ---------------- | --------- | ---------------- |
| Osra Venezia     | 47 - 90   | Famila Schio     |
| Famila Schio     | 81 - 65   | Risto 3 Rovereto |
| Risto 3 Rovereto | 70 - 58   | Osra Venezia     |

##### Classifica
|    | Squadra         | P.ti | G | V | P | PF  | PS  | DP  |
| -- | --------------- | ---- | - | - | - | --- | --- | --- |
| 1. | Pall. Schio     | 4    | 2 | 2 | 0 | 171 | 112 | +59 |
| 2. | Rovereto Basket | 2    | 2 | 1 | 1 | 135 | 139 | -4  |
| 3. | Reyer Venezia   | 0    | 2 | 0 | 2 | 105 | 160 | -55 |

#### Girone B
Gare disputate a Como.
| Squadra 1         | Risultato | Squadra 2          |
| ----------------- | --------- | ------------------ |
| Copra Alessandria | 68 - 73   | Garzanti Treviglio |
| Pool Comense      | 75 - 61   | Copra Alessandria  |
| Pool Comense      | 82 - 65   | Garzanti Treviglio |

##### Classifica
|    | Squadra           | P.ti | G | V | P | PF  | PS  | DP  |
| -- | ----------------- | ---- | - | - | - | --- | --- | --- |
| 1. | Pool Comense      | 4    | 2 | 2 | 0 | 157 | 126 | +31 |
| 2. | Bees Treviglio    | 2    | 2 | 1 | 1 | 138 | 150 | -12 |
| 3. | Delta Alessandria | 0    | 2 | 0 | 2 | 129 | 148 | -19 |

#### Girone C
Gare disputate a Parma.
| Squadra 1       | Risultato | Squadra 2                |
| --------------- | --------- | ------------------------ |
| HS Penta Faenza | 68 - 56   | Termomeccanica La Spezia |
| Meverin Parma   | 74 - 54   | Termomeccanica La Spezia |
| Meverin Parma   | 69 - 49   | HS Penta Faenza          |

##### Classifica
|    | Squadra         | P.ti | G | V | P | PF  | PS  | DP  |
| -- | --------------- | ---- | - | - | - | --- | --- | --- |
| 1. | Basket Parma    | 4    | 2 | 2 | 0 | 143 | 103 | +40 |
| 2. | C.A. Faenza     | 2    | 2 | 1 | 1 | 117 | 125 | -8  |
| 3. | Athletic Spezia | 0    | 2 | 0 | 2 | 110 | 142 | -32 |

#### Girone D
Gare disputate a Taranto e Chieti.
| Squadra 1    | Risultato | Squadra 2    |
| ------------ | --------- | ------------ |
| Cras Taranto | 90 - 60   | CUS Chieti   |
| CUS Chieti   | 61 - 65   | Cras Taranto |

##### Classifica
|    | Squadra      | P.ti | G | V | P | PF  | PS  | DP  |
| -- | ------------ | ---- | - | - | - | --- | --- | --- |
| 1. | Taranto Cras | 4    | 2 | 2 | 0 | 155 | 121 | +34 |
| 2. | CUS Chieti   | 0    | 2 | 0 | 2 | 121 | 155 | -34 |

### Final four
Le semifinali si sono disputate il 3 aprile, la finale il 4 aprile 2002.
|  | Semifinali   | Semifinali |  |              | Finale      | Finale |
|  |              |            |  |              |             |        |
|  | Basket Parma | 68         |  |              |             |        |
|  | Basket Parma | 68         |  |              |             |        |
|  | Pool Comense | 56         |  |              |             |        |
|  | Pool Comense | 56         |  | Basket Parma | 69          |        |
|  |              |            |  | Basket Parma | 69          |        |
|  |              |            |  |              | Pall. Schio | 62     |
|  | Pall. Schio  | 82         |  |              | Pall. Schio | 62     |
|  | Pall. Schio  | 82         |  |              |             |        |
|  | Taranto Cras | 79         |  |              |             |        |
|  | Taranto Cras | 79         |  |              |             |        |

### Finale
| Arbitri: | Sabetta Auriemma |

|             |       |                                       |
| Griffith 28 | Punti | 12 Karpova, McWilliams, Ndiaye, Zocco |

## Squadra vincitrice
Cerve Parma (3º titolo): Marianna Balleggi, Eleonora Magaddino, Novella Schiesaro, Valentina Gardellin, Emanuela Nicosia, Ticha Penicheiro, DeLisha Milton, Anna Costalunga, Yolanda Griffith, Maria Chiara Franchini. Allenatore: Miodrag Vesković.